# Wuerkaixi
Wúěrkāixī (cinese semplificato: 吾尔开希, cinese tradizionale: 吾爾開希; uiguro: ئۆركەش دۆلەت / Örkesh Dölet; 17 febbraio 1968) è un attivista cinese.
Cominciò a farsi conoscere quando, ancora studente all'Università di Pechino, durante uno sciopero della fame protestò per televisione contro Li Peng, allora Primo ministro della Repubblica popolare cinese e poi divenne molto noto anche a livello internazionale come leader studentesco uiguro durante la Protesta di piazza Tiananmen del 1989
Trasferitosi prima in Francia e poi negli Stati Uniti, ha studiato all'Università di Harvard. Successivamente è emigrato a Taiwan dove ha messo su famiglia e partecipa spesso a programmi radiofonici e televisivi come commentatore politico, propugnando l'idea di "Una Cina nella democrazia" (cioè la riunificazione tra la Repubblica popolare cinese e Taiwan in un unico sistema politico democratico che nel passato è stato promosso dalla Pan-Blue Coalition). Lui ha molte volte espresso la sua speranza nel prender parte alle elezioni Legislative Yuan come rappresentante di Kuomintang, ma non fu nominato come candidato da una delle due parti.
Wuerkaixi ha goduto di una grande popolarità in Cina: accortosi che la situazione in piazza Tiananmen stava precipitando, trattò con i capi militari evitando il confronto duro. L'altra leader della protesta, Chai Ling, chiese invece ai suoi di resistere fino in fondo ed in molti furono uccisi, feriti o arrestati (lei invece riuscì a scappare all'estero).